# L'Amérique insolite
Pour plus de détails, voir Fiche technique et Distribution.
L'Amérique insolite vue par François Reichenbach est un film documentaire français réalisé par François Reichenbach et sorti en 1960.

## Thème
François Reichenbach a traversé les États-Unis de San Francisco à New York sur les années 1957 à 1959 pendant 18 mois « en quête de quotidien et d'insolite [voulant montrer] ses règles sévères et son indulgence ; ses habitudes laborieuses, sa bonne foi, son goût éternel de la jeunesse et de la liberté. »

## Autour du film
François Reichenbach a dit de ce film : « J'ai voulu prendre le citoyen américain depuis sa naissance jusqu'à sa mort et le suivre dans toutes les circonstances cocasses, burlesques, insolites de sa vie... »

## Fiche technique
- Titre : L'Amérique insolite
- Réalisation : François Reichenbach
- Scénario : François Reichenbach
- Production : Pierre Braunberger
- Musique originale : Michel Legrand
- Prises de vue : Marcel Grignon, François Reichenbach et Jean-Marc Ripert
- Montage : Albert Jurgenson, Claudine Merlin et Eva Zora
- Son : Pierre Fatosme et Jean Nény
- Société de production : Les Films de la Pléiade
- Pays :  France
- Genre : Documentaire
- Durée : 86 minutes[4]
- Date de sortie :
  - France - 8 juin 1960

## Distribution
- June Richmond : chanteur de The Zulu-Song

## Distinctions
Le film a été présenté en sélection officielle en compétition au Festival de Cannes 1960.